# Syndicat national agricole pour le progrès en Côte d'Ivoire
 (octobre 2024).
La mise en forme du texte ne suit pas les recommandations de Wikipédia : il faut le « wikifier ».
Les points d'amélioration suivants sont les cas les plus fréquents :
- Les titres sont pré-formatés par le logiciel. Ils ne sont ni en capitales, ni en gras.
- Le texte ne doit pas être écrit en capitales (les noms de famille non plus), ni en gras, ni en italique, ni en « petit »…
- Le gras n'est utilisé que pour surligner le titre de l'article dans l'introduction, une seule fois.
- L'italique est rarement utilisé : mots en langue étrangère, titres d'œuvres, noms de bateaux, etc.
- Les citations ne sont pas en italique mais en corps de texte normal. Elles sont entourées par des guillemets français : « et ».
- Les listes à puces sont à éviter, des paragraphes rédigés étant largement préférés. Les tableaux sont à réserver à la présentation de données structurées (résultats, etc.).
- Les appels de note de bas de page (petits chiffres en exposant, introduits par l'outil «  Source ») sont à placer entre la fin de phrase et le point final[comme ça].
- Les liens internes (vers d'autres articles de Wikipédia) sont à choisir avec parcimonie. Créez des liens vers des articles approfondissant le sujet. Les termes génériques sans rapport avec le sujet sont à éviter, ainsi que les répétitions de liens vers un même terme.
- Les liens externes sont à placer uniquement dans une section « Liens externes », à la fin de l'article. Ces liens sont à choisir avec parcimonie suivant les règles définies. Si un lien sert de source à l'article, son insertion dans le texte est à faire par les notes de bas de page.
- La présentation des références doit suivre les conventions bibliographiques. Il est recommandé d'utiliser les modèles {{Ouvrage}}, {{Chapitre}}, {{Article}}, {{Lien web}} et/ou {{Bibliographie}}. Le mode d'édition visuel peut mettre en forme automatiquement les références.
- Insérer une infobox (cadre d'informations à droite) n'est pas obligatoire pour parachever la mise en page.

Pour une aide détaillée, merci de consulter Aide:Wikification.
Si vous pensez que ces points ont été résolus, vous pouvez retirer ce bandeau et améliorer la mise en forme d'un autre article.
Syndicat national agricole pour le progrès en Côte d'Ivoire (SYNAPCI) qui lutte depuis 2006, date de sa création pour la protection des intérêts des producteurs de diverses filières agrcioles. 

## Objectifs et revendications
Le Syndicat national agricole pour le progrès en Côte d'Ivoire et l'association nationale des producteurs de Côte d'Ivoire luttent pour une revalorisation du prix du kilogramme de cacao bord champs à 2500 XOF contre l'actuel prix de 1500 XOF. Toujours dans le même élan, les délégués syndicaux desdites structures souhaitent également que le différentiel de revenu, versé aux sociétés coopératives de la filière soit revalorisée à 250 XOF contre 80 XOF actuellement. 

### Revendications
- Revalorisation des prix de bord champs du cacao et café,
- Revalorisation du différentiel de revenus des filières,
- Une inter-professionnalisation des filières de café-cacao pour appuyer le Conseil café-cacao dans ses tâches[2],
- Améliorer le système de commercialisation.

## Relations avec les autres syndicats
Le SYNAPCI entretient de bonnes relations avec l'association nationale des producteurs de Côte d'Ivoire et le Conseil national des syndicats agricoles de Côte d'Ivoire (CONASA-CI), Cette bonne entente se matérialise par la mutualisation des forces dans la lutte du bien-être des producteurs des diverses filières agricoles. 
Lors de la crise de pandémie Covid-19, le SYNAPCI et l'ANAPROCI ont mené une lutte conjointe pour le producteurs de café-cacao de Divo sur la disponibilité de leur part fonds Covid-19. 